# Natter-Startstellen Kirchheim/Teck

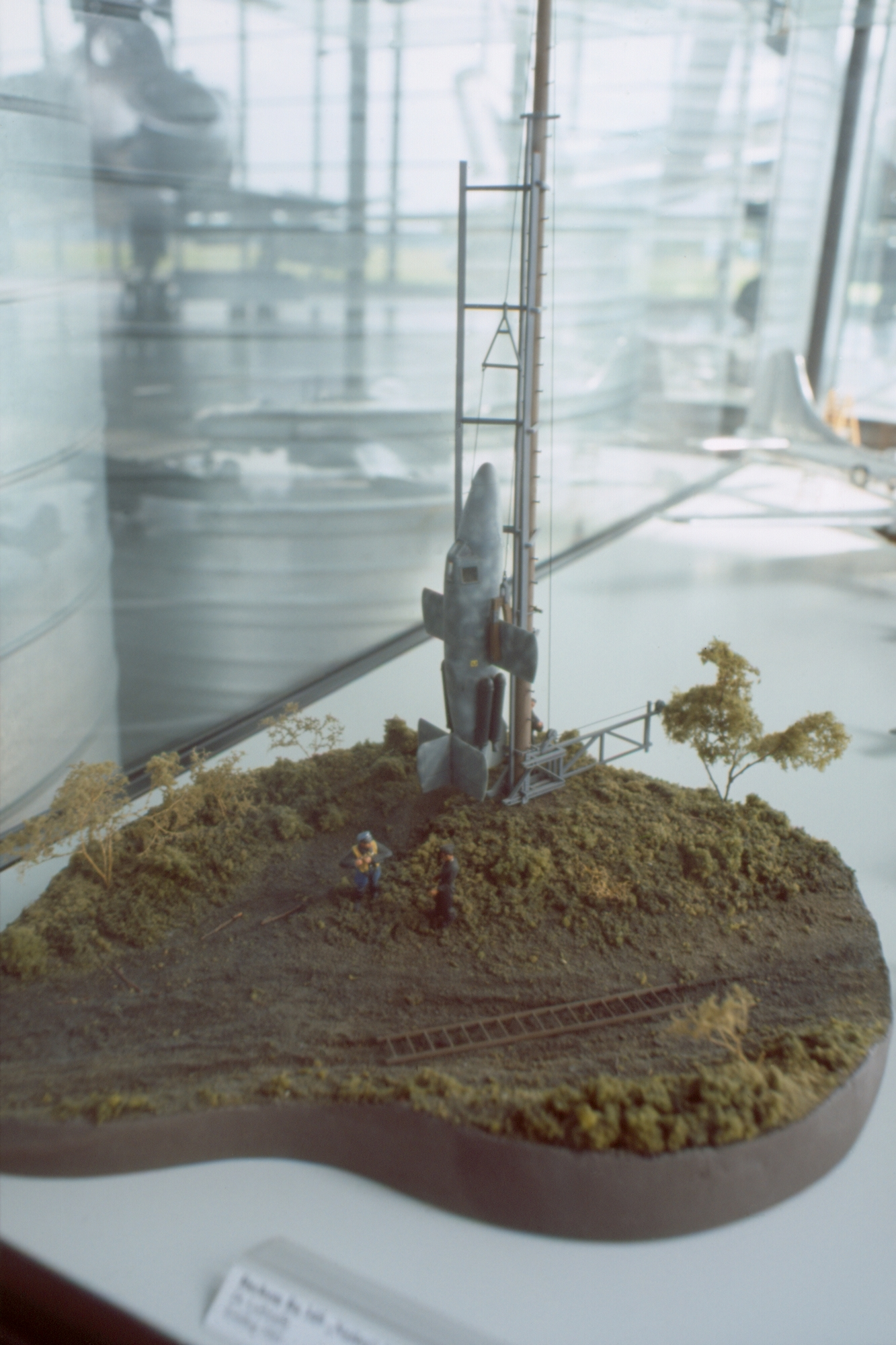
Modell einer Startrampe der Bachem Natter.

Die Natter-Startstellen Kirchheim/Teck sind drei Startrampen für das nie fertig entwickelte Raketenflugzeug Bachem Ba 349 („Natter“) im Waldgebiet Hasenholz bei Kirchheim unter Teck. Von diesen Startstellen sollten Notjäger des Typs Natter 1945 im Rahmen einer „Operation Krokus“ zur Abwehr feindlicher Bomberverbände starten.
Die drei Startstellen sind in etwa der Form eines gleichschenklig-rechtwinkligen Dreiecks angeordnet, dessen Katheten in Richtung Osten und Süden weisen. Der gegenseitige Abstand der Startstellen beträgt ca. 120 Meter. Sie befinden sich bei den Koordinaten 48° 37′ 42″ N, 9° 29′ 57″ O, 48° 37′ 42″ N, 9° 29′ 54″ O und 48° 37′ 40″ N, 9° 29′ 54″ O.
Von allen drei Startstellen ist heute noch die kreisrunde Betonplatte erhalten, auf der die Natter mitsamt dem Startturm stehen sollte.
In der Mitte hat jede dieser drei Betonplatten ein quadratisches, ca. 50 Zentimeter tiefes Loch zur Aufnahme des Startturms.
Neben diesem Loch ragt ein unmittelbar über dem Boden durchgetrenntes Rohr, das wahrscheinlich ein Kabelschacht war.
Die Natter-Startstellen Kirchheim/Teck dürften die einzigen Überreste von Raketenstartrampen aus der Zeit des Zweiten Weltkriegs sein, die in Baden-Württemberg öffentlich zugänglich sind. Die einstige Erprobungsstelle der Natter auf dem Ochsenkopf befindet sich auf dem Areal des Truppenübungsplatzes Heuberg und ist damit für die Öffentlichkeit nicht zugänglich.
Zwei der Startstellen wurden im Zuge der Bauarbeiten für die Neubaustrecke Wendlingen–Ulm entfernt.

Aufnahmen der Startstellen
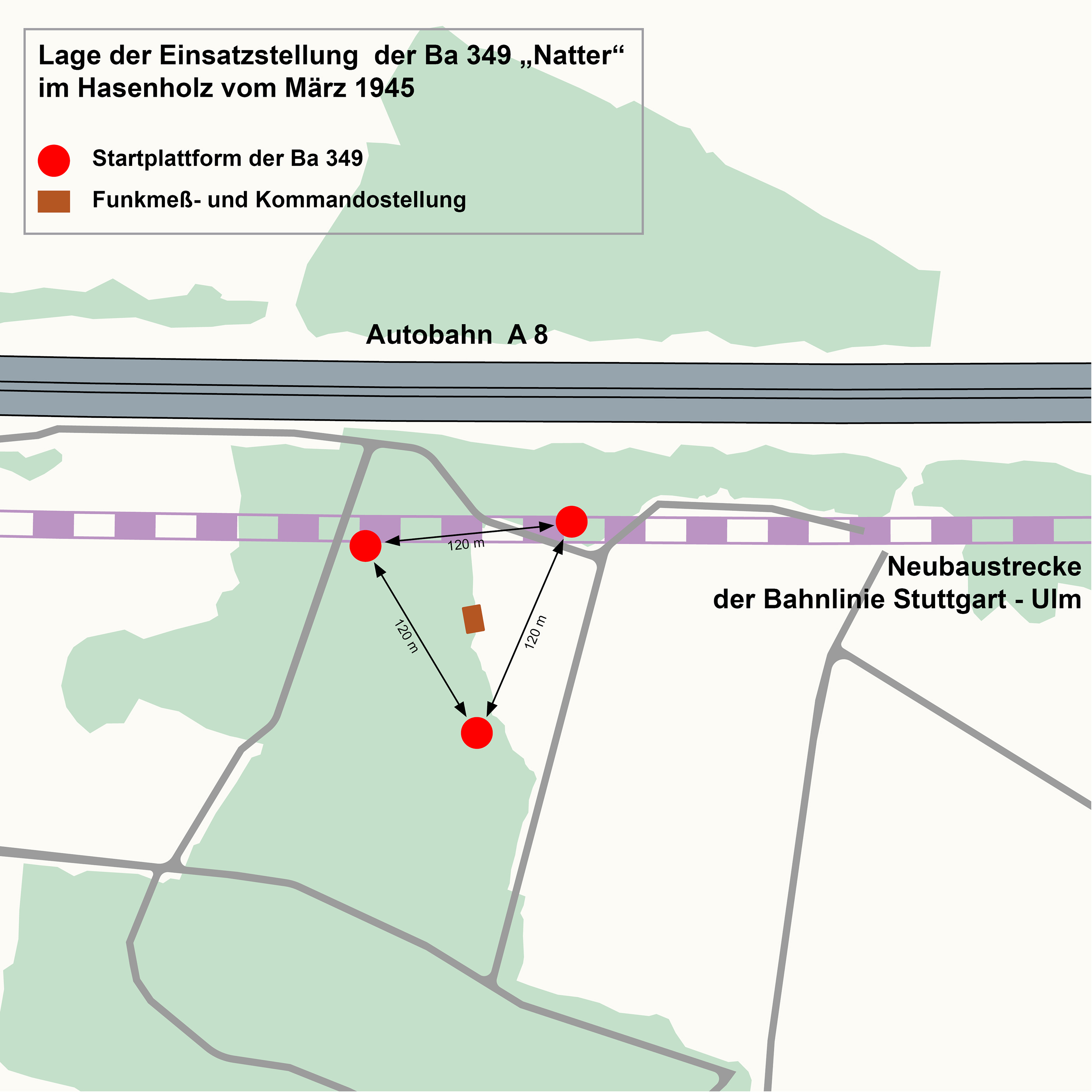
Lageplan der Startplattform der Ba 349 "Natter" im Hasenholz
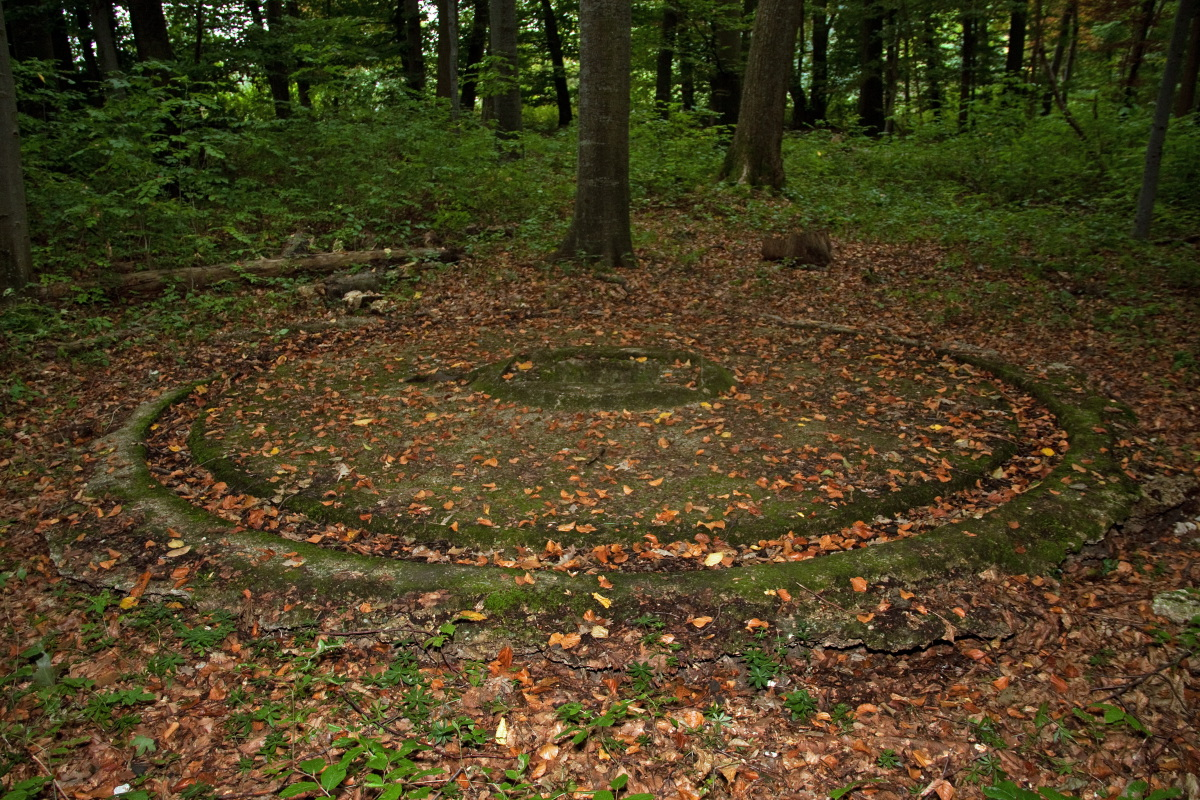
Startstelle am südlichen Ende des Dreiecks
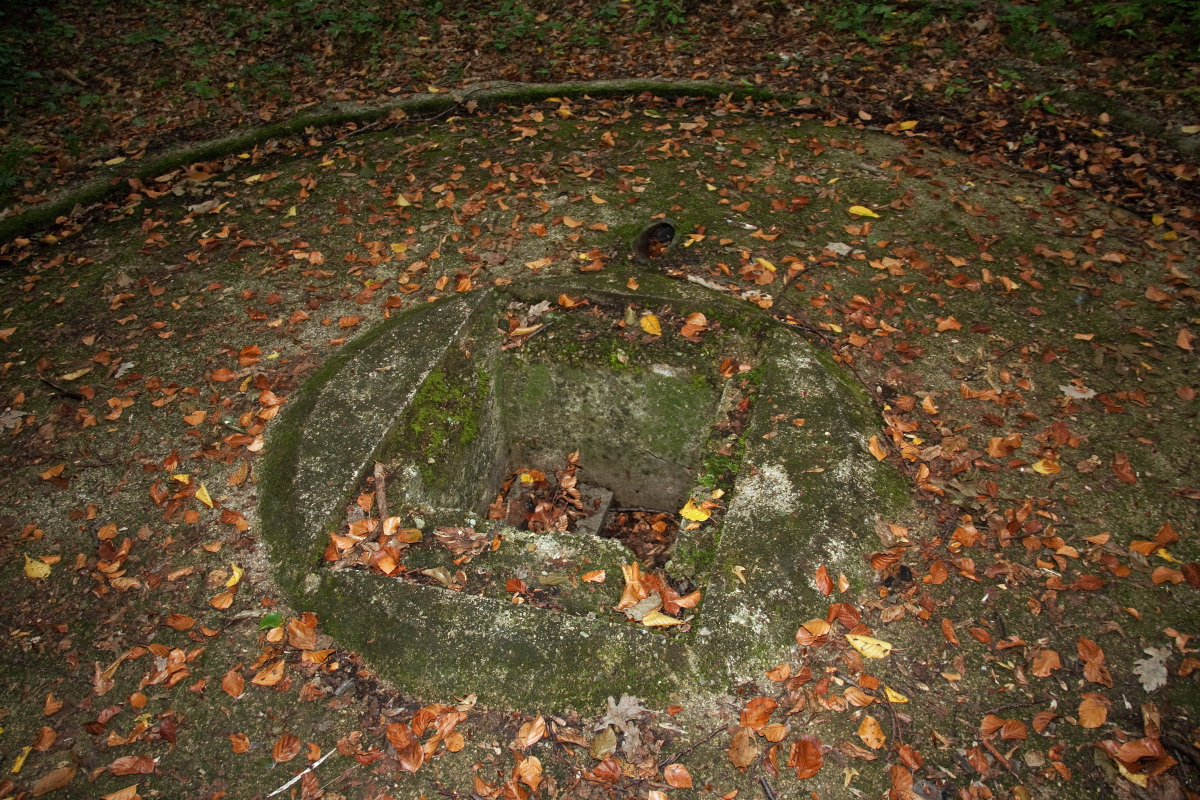
Aufnahme der Startlafette der ersten Startstelle
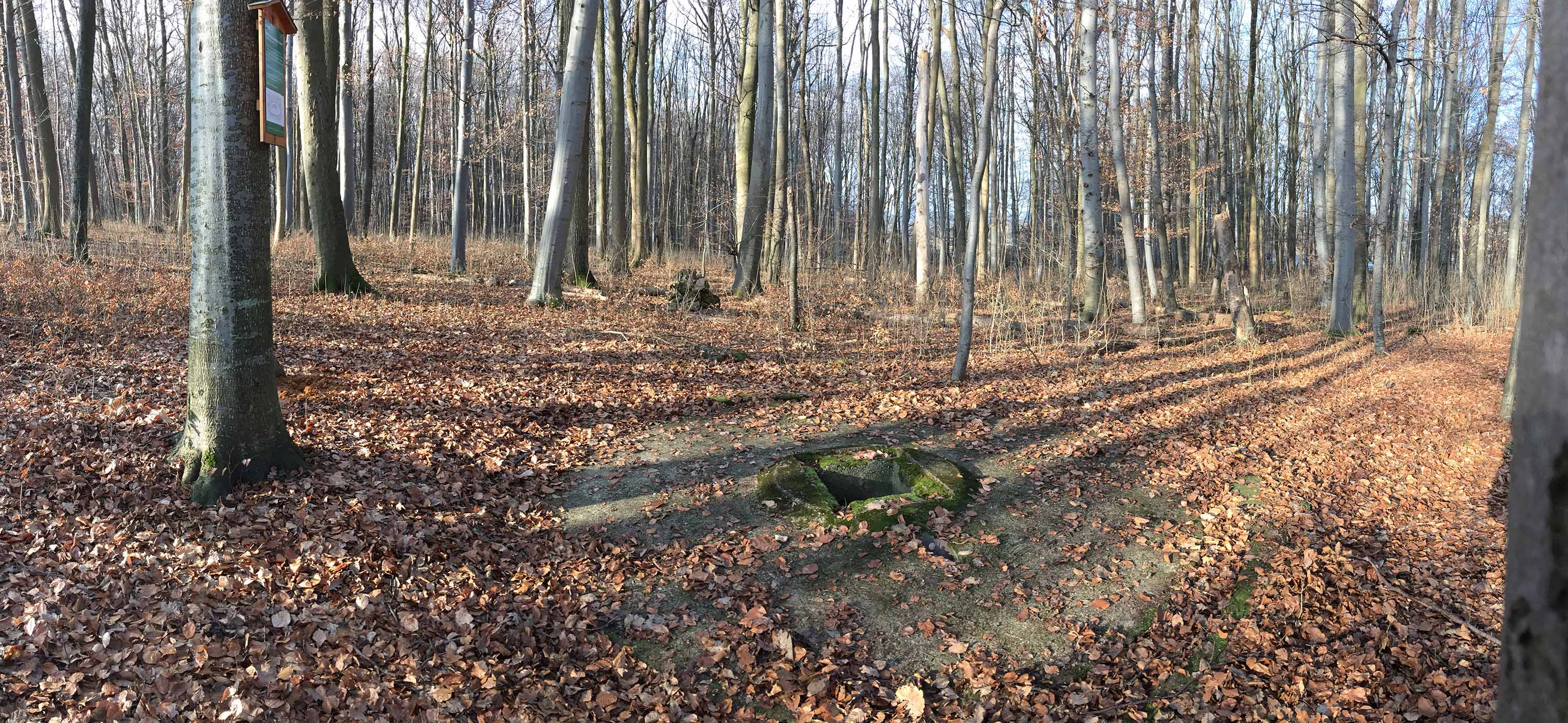
Ba 349 "Natter" Stellung im Hasenholz 3
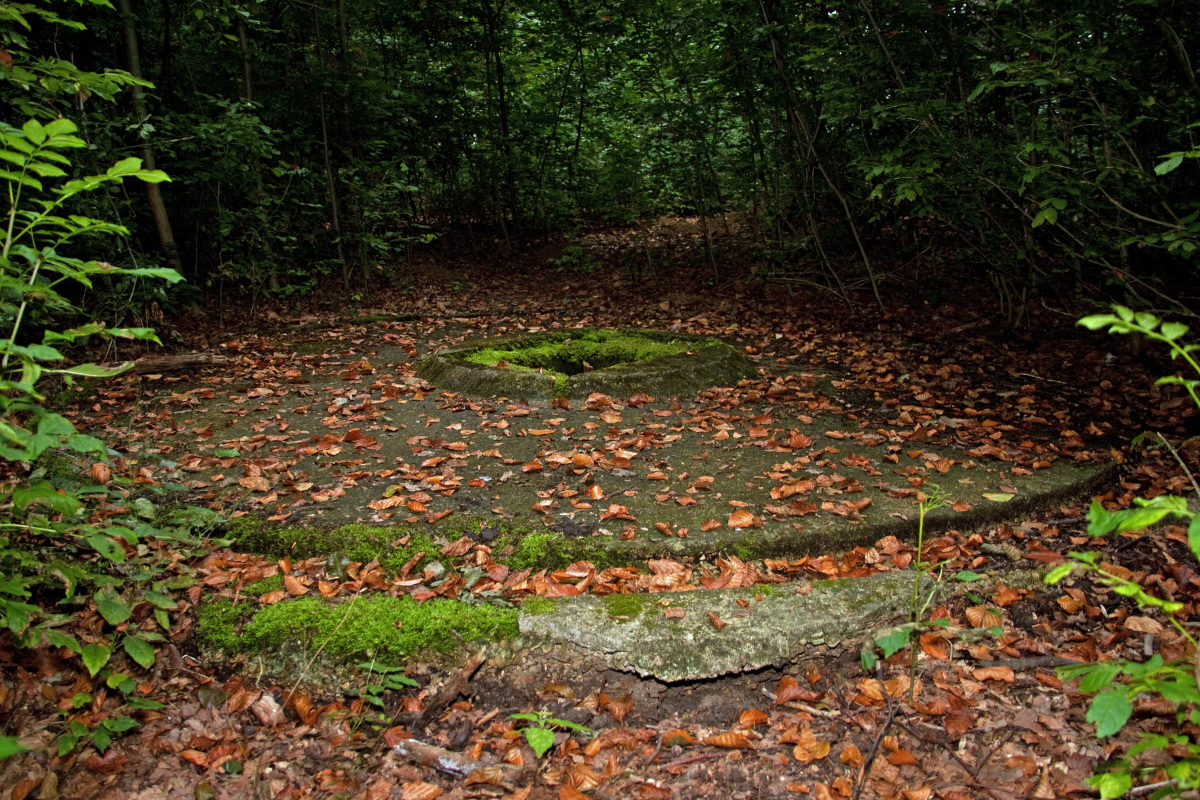
Startstelle am nordwestlichen Ende des Dreiecks
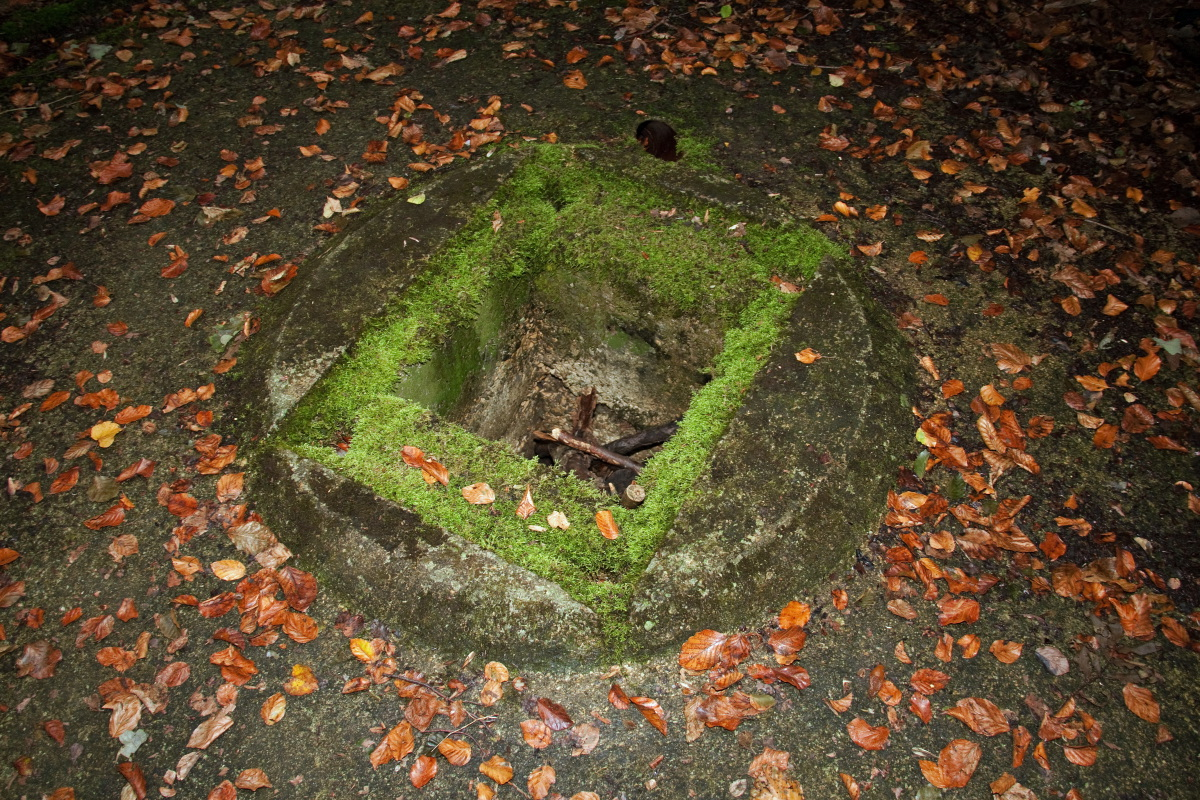
Aufnahme der Startlafette der zweiten Startstelle
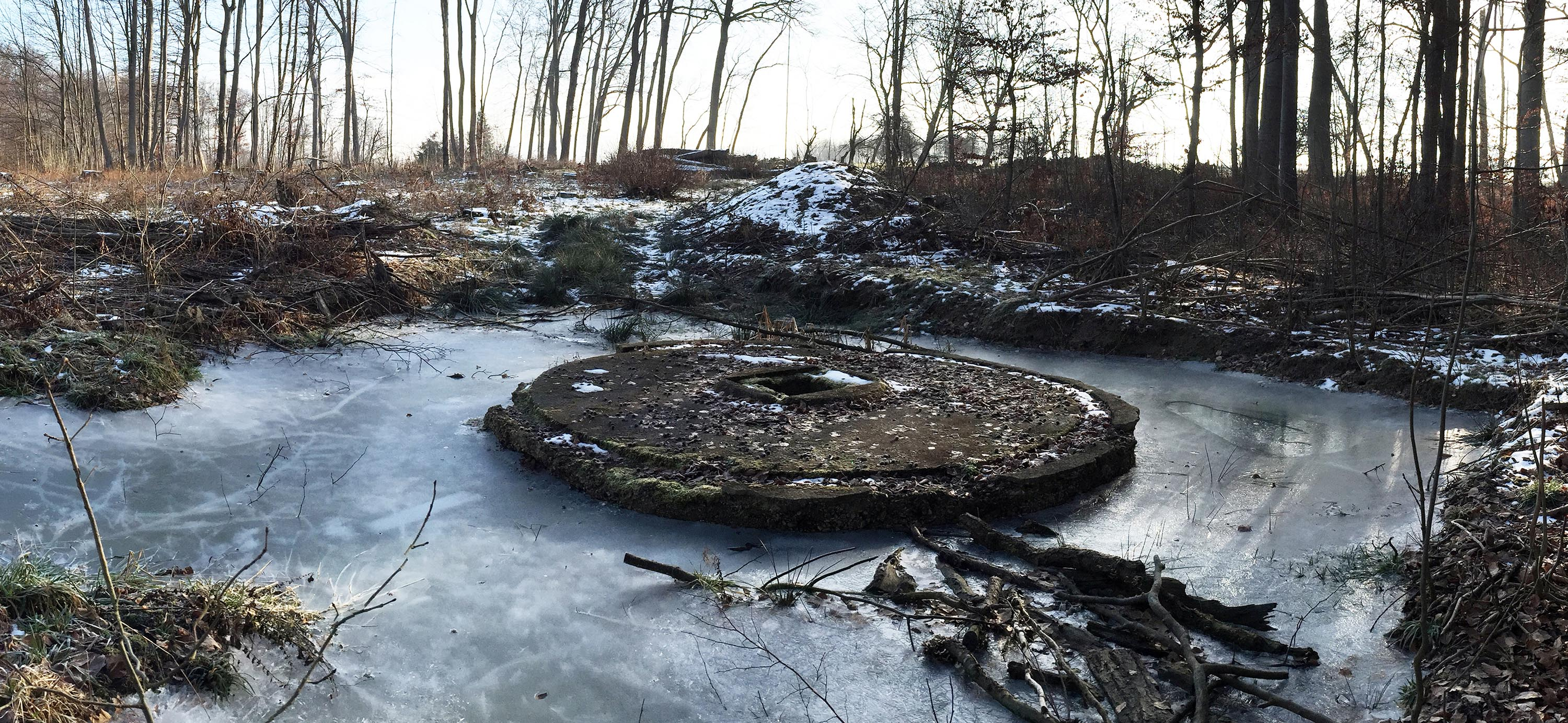
Ba 349 "Natter" Stellung im Hasenholz 2
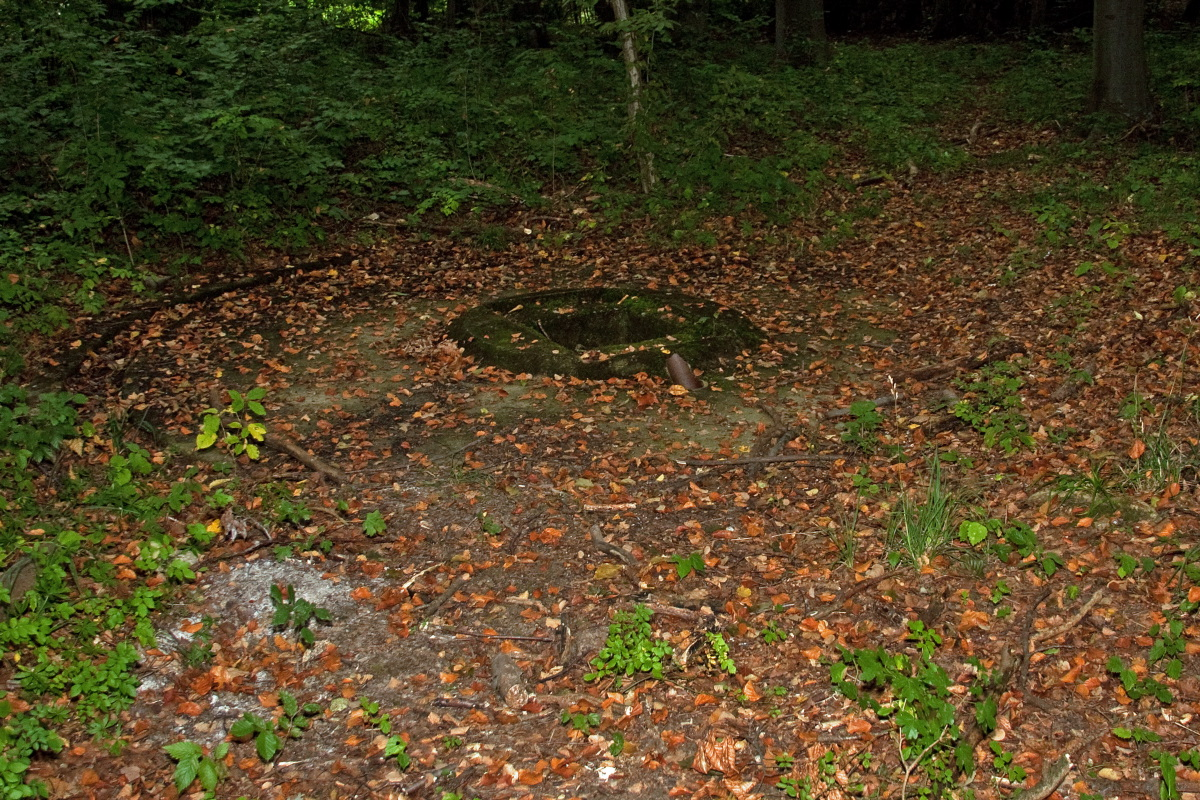
Startstelle am östlichen Ende des Dreiecks
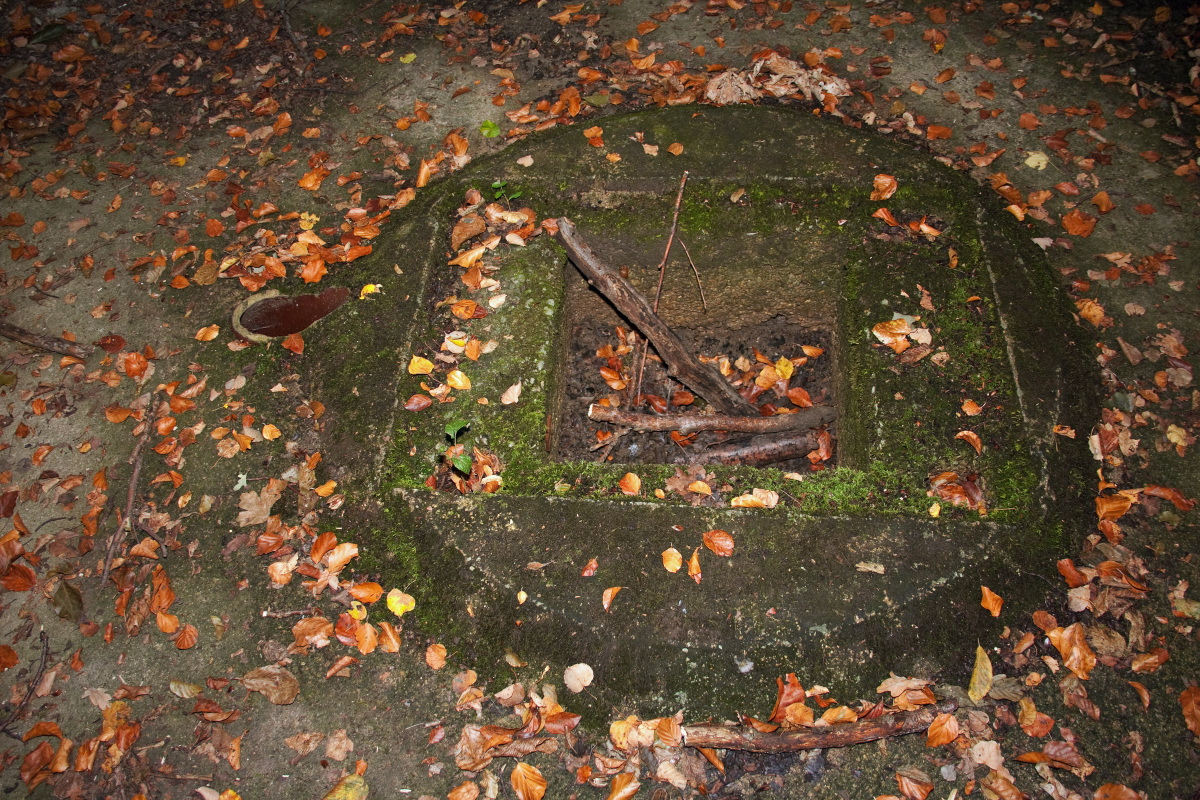
Aufnahme der Startlafette der dritten Startstelle
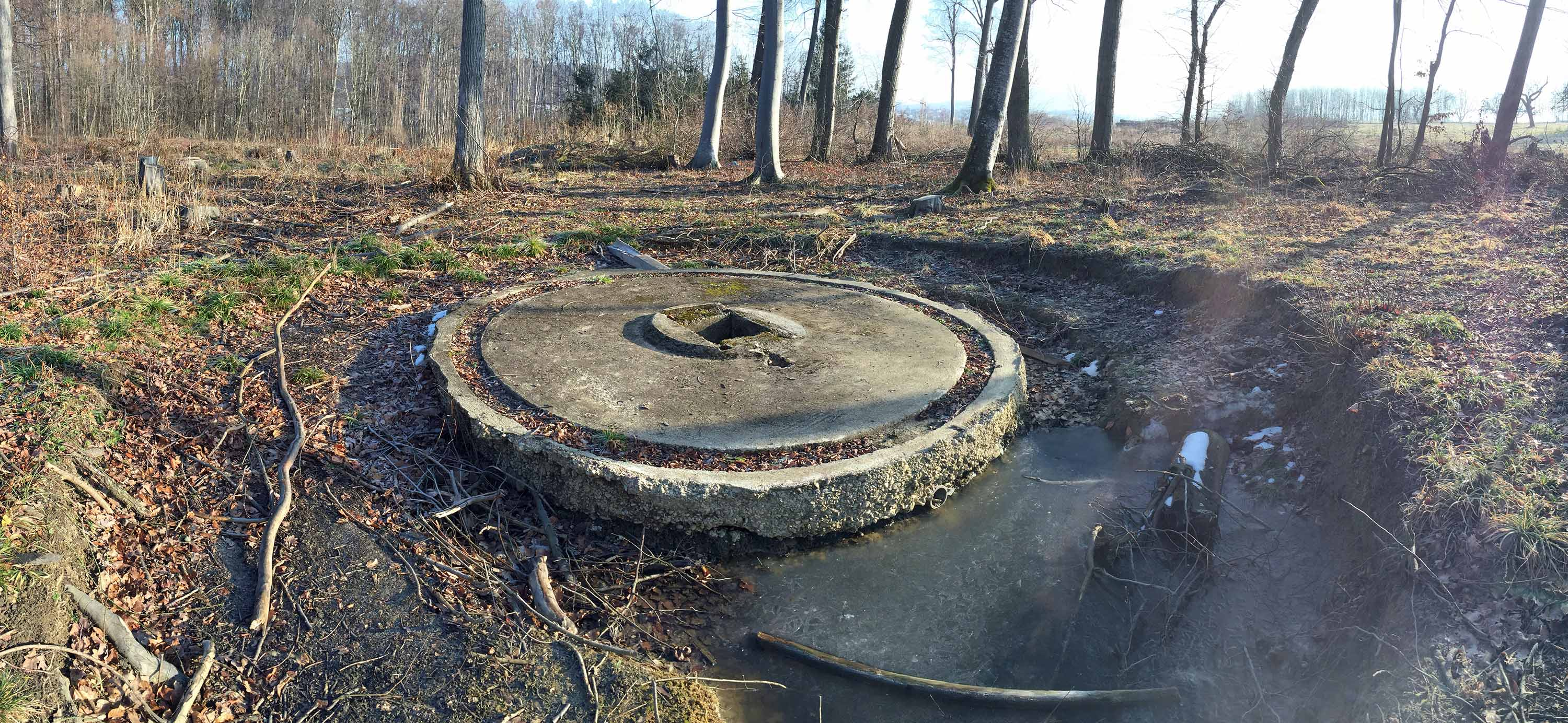
Ba 349 "Natter" Stellung im Hasenholz 1